# Kristopher Kolumbus Jr.
Kristopher Kolumbus Jr. est un cartoon réalisé par Bob Clampett, sorti en 1939.
Il met en scène Porky Pig.